# Grenze zwischen Ungarn und Jugoslawien
Die Grenze zwischen Ungarn und Jugoslawien war bis zum Zerfall der Sozialistischen Föderativen Republik Jugoslawien deren Staatsgrenze zu Ungarn. 
Seitdem hat Ungarn dort drei Grenzen: 
- 164 Kilometer mit Serbien,

- 355 Kilometer mit Kroatien und

- 102 Kilometer mit Slowenien